# Paul von Roth
Paul von Roth (Norimberga, 11 luglio 1820 – Monaco di Baviera, 29 marzo 1892) è stato un giurista tedesco studioso della storia del diritto.
Nel 1874 prese parte ai lavori della commissione per la redazione del Bürgerliches Gesetzbuch il primo codice civile della Germania.